# Marc Zvi Brettler
Marc Zvi Brettler (geboren 18. Januar 1958 in Brooklyn) ist ein US-amerikanischer Bibelexeget und Bernice-und-Morton-Lerner-Professor für Judaistik an der Duke University.

## Leben und Wirken
Brettler wuchs als Sohn von Sidney und Miriam H. Brettler in einem jüdischen Elternhaus auf. Im Jahre 1986/87 wurde ihm der Ph.D. an der Brandeis University verliehen. Zuvor führte ihn ein Studienaufenthalt von 1978 bis 1980 als „Visiting Graduate Student“ an die Hebrew University in Jerusalem, wo er den Tanach und semitische Sprachen studierte. Seinen B.A., den er 1978 mit „magna cum laude“ absolvierte, erwarb er am Institut für „Near Eastern and Judaic Studies“ ebenfalls an der Brandeis University, ebenfalls an dieser Universität und im selben Jahr folgte sein M.A.
Sein besonderes Forschungsinteresse gilt den alt- und neutestamentlichen Metaphern, dem Geschlechterdiskurs in biblischen Geschichtstexten, dem Buch der Psalmen und der nachbiblischen Rezeption der hebräischen Bibel. Er ist Mitbegründer der Website „thetorah.com“, die kritische und traditionelle Methoden des Bibelstudiums integriert. Im Jahre 2004 gewann Brettler den „National Jewish Book Award“ für The Jewish Study Bible.

## Publikationen (Auswahl)
- The Bible and the Believer: How to Read the Bible Critically and Religiously. zusammen mit Peter Enns und Daniel Harrington, Oxford University Press, New York 2012.
- The Jewish Annotated New Testament. mit Amy-Jill Levine, Oxford University Press, New York 2011, ISBN 978-0-19-529770-6.
- How to Read the Bible, Philadelphia, Jewish Publication Society of America, 2005
- The Jewish Study Bible. zusammen mit Adele Berlin, 2004 (second edition 2015).
- The Book of Judges: Old Testament Readings Routledge, London 2001.
- Biblical Hebrew for Students of Modern Hebrew. Yale University Press, New Haven 2001.
- The Creation of History in Ancient Israel Routledge Press, London 1995.
- God is King: Understanding an Israelite Metaphor Sheffield Academic Press, Sheffield 1989.